# Savas-Mépin
Savas-Mépin – miejscowość i gmina we Francji, w regionie Owernia-Rodan-Alpy, w departamencie Isère.
Według danych na rok 1990 gminę zamieszkiwało 576 osób, a gęstość zaludnienia wynosiła 55 osób/km² (wśród 2880 gmin regionu Rodan-Alpy Savas-Mépin plasuje się na 1079. miejscu pod względem liczby ludności, natomiast pod względem powierzchni na miejscu 1085.).